# Tony Roche (Drehbuchautor)
Tony Roche (* im 20. Jahrhundert) ist ein englischer Drehbuchautor.

## Wirken
Roche ist seit den frühen 2000er-Jahren als Drehbuchautor vor allem für das Fernsehen tätig. Für die Arbeit am Drehbuch zu Kabinett außer Kontrolle (2009) war Roche gemeinsam mit Jesse Armstrong, Simon Blackwell und Armando Iannucci für den Oscar in der Kategorie Bestes adaptiertes Drehbuch nominiert. Hierfür erhielten sie auch eine Nominierung bei den British Academy Film Awards 2010. 2010 gewannen sie außerdem einen London Critics’ Circle Film Award für das beste Drehbuch, im Jahr zuvor den BAFTA Scotland Award und British Independent Film Award. Der Film ist ein Spinoff der zuvor von ihnen konzipierten Serie The Thick of It.
Zu seinen weiteren bekannten Fernseharbeiten gehören die Serien Veep – Die Vizepräsidentin und Succession. 2015 und 2020 gewann er dabei jeweils einen Emmy. Mehrfach arbeitete er dabei mit Armando Iannucci zusammen.
Der von Roche geschriebene Fernsehfilm Holy Flying Circus setzt sich mit dem Kontroversen um den Film Das Leben des Brian auseinander.

## Filmografie (Auswahl)
- 2005–2012: The Thick of It (Fernsehserie)
- 2009: Kabinett außer Kontrolle (In the Loop)
- 2009: Cast Offs (Fernsehserie)
- 2011: Holy Flying Circus
- 2011–2016: Fresh Meat (Fernsehserie)
- 2012–2015: Veep – Die Vizepräsidentin (Veep, Fernsehserie)
- 2018–2019, 2021, 2023: Succession (Fernsehserie)
- 2024: The Franchise (Fernsehserie, 1 Folge)